# Rhyacia musculus
Rhyacia musculus là một loài bướm đêm trong họ Noctuidae.